# Geranomyia mashonica
Geranomyia mashonica är en tvåvingeart. Geranomyia mashonica ingår i släktet Geranomyia och familjen småharkrankar.

## Underarter
Arten delas in i följande underarter:
- G. m. brunneicincta
- G. m. mashonica